# Kebra Nagast

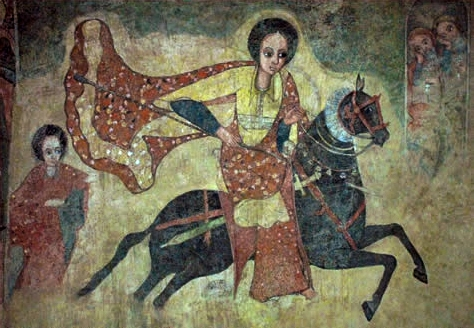
Obraz znázorňující královnu ze Sáby na cestě do Jeruzaléma

Kebra Nagast, také Kebra Negast nebo Kebre Nagast (vjazyce ge'ez ክብረ ነገሥት, doslova Sláva králů) je základní památka staré etiopské literatury. Je kronikou dynastie Šalomounovců od Adama až po Aksumské království. V monarchistické Etiopii se Kebra Nagast vyučovala ve školách jako zdroj historických faktů, Etiopská pravoslavná církev i hnutí rastafariánů ji považují za svatou knihu.
Kniha má 117 kapitol, psaných ve formě učené disputace biskupů o tom, v čem spočívá sláva králů. Podle legendy byla napsána ve 4. století v koptštině a přes arabštinu přeložena do jazyka ge'ez, za hlavního autora je pokládán církevní otec Řehoř Divotvůrce. V knize se spojuje genealogie etiopských panovníků s pasážemi převzatými z Bible, apokryfních spisů, Talmudu i Koránu. Klíčovou roli v ní hraje africká panovnice Makeda (v evropských pramenech známá jako královna ze Sáby), která v Jeruzalémě navštívila moudrého krále Šalomouna. Ten ji lstí svedl a zplodil s ní syna Menelika, který pak přinesl Archu úmluvy do Etiopie a založil zde Šalomounovskou dynastii. Dále se v kronice popisuje ukřižování Ježíše Krista, přijetí křesťanského náboženství obyvateli Etiopie a první nikajský koncil, spis končí proroctvím, že Etiopie se stane nástupcem Říma v roli nejvýznamnějšího státu na světě.
Podle skeptického výkladu vznikla Kebra Nagast ve 14. století poté, co král Jekuno Amlak roku 1270 svrhl kúšitskou dynastii Zagwe a prohlásil se nástupcem Šalomouna. Jako ideologický manifest nové vlády byla sepsána tato kronika, dokazující její historickou předurčenost.
Do Evropy přinesl zprávy o tomto rukopisu portugalský misionář Francisco Alvarez, ve své době byl vnímán jako důkaz existence říše Kněze Jana. Překlad knihy do angličtiny byl pořízen roku 1813 na základě exempláře, který přinesl James Bruce.